# Portion

Propaganda-Plakat mit Anweisung zum Aufessen der Nachschlagportion („second“), Office of War Information, 1945

Portion (franz. portion, lat. portio zugemessene Menge v. part Teil) bezeichnet einen abgemessenen Teil. Dabei wird oft auf einen bestimmten Anspruch oder ein bestimmtes Bedürfnis Bezug genommen. Er wird oft im Zusammenhang mit Speisen gebraucht („doppelte Portion“). 
Für den Begriff existiert keine lebensmittelrechtliche Definition. Bei Nährwertangaben wird er daher oft unterschiedlich verwendet und ist als Vergleichskriterium schlecht geeignet.
Veraltet wurden auch kirchliche Einkommen so bezeichnet („Portio canonica“, „Portio congrua“).

## Bedeutungsähnliche Begriffe
- Ration (Begriffsklärung)
- Dosis
- Deputat (Begriffsklärung)
- Stoffportion siehe Chemischer Stoff